# Cryptocarya chinensis
Cryptocarya chinensis là loài thực vật có hoa trong họ Nguyệt quế. Loài này được (Hance) Hemsl. miêu tả khoa học đầu tiên năm 1891.